# Mindball

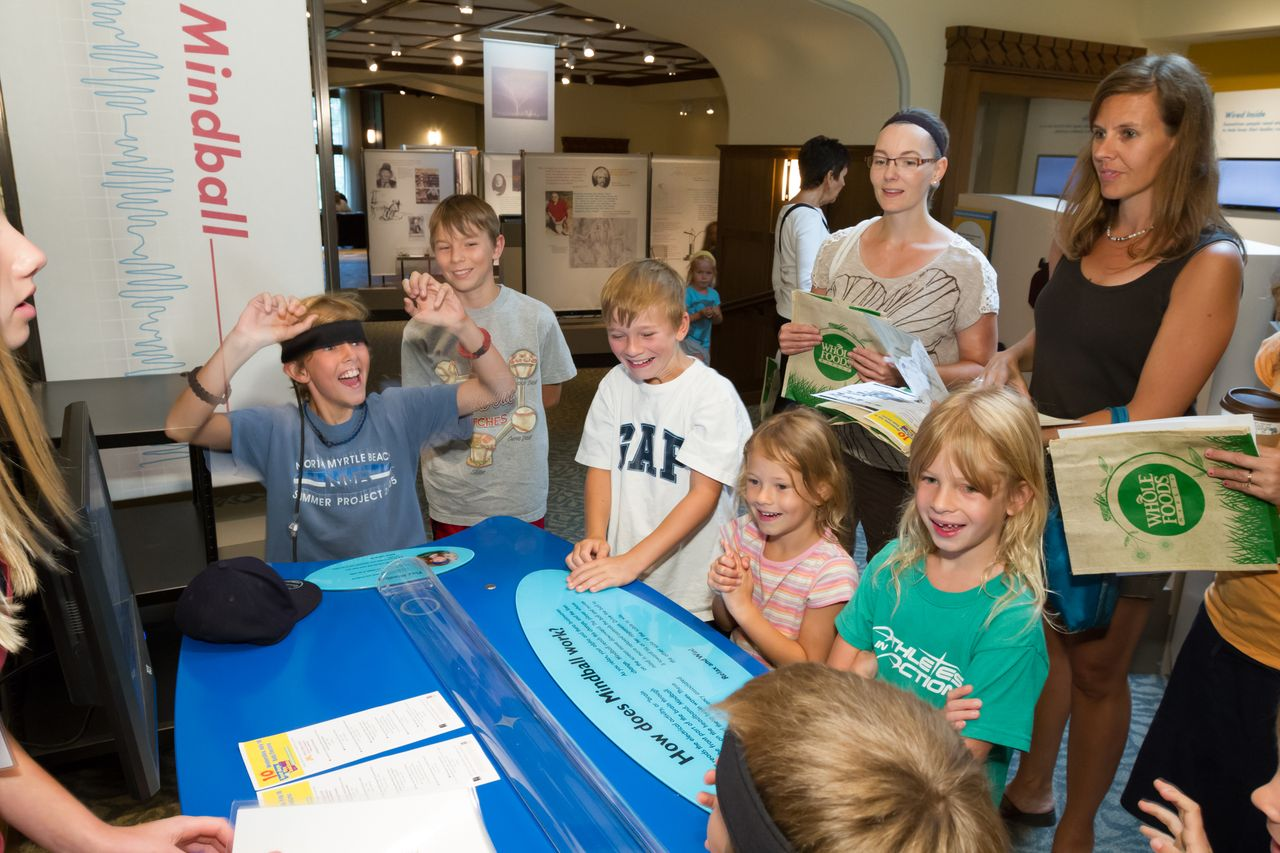
Mindball

Mindball is een spel dat bedoeld is voor twee spelers die tegen elkaar spelen, gebruikmakend van hun hersengolven.
De spelopstelling bestaat uit een tafel waarop een doorzichtige buis te zien is met aan beide uiteinden een cirkel. De spelers dragen een hoofdband waarmee hun hersenactiviteit wordt gemeten. In het midden wordt een balletje gelegd. Tijdens het spel beweegt het balletje door middel van een magneet door de buis in de richting van de cirkel van de speler met de meeste hersenactiviteit. Deze speler kan het tij nog keren door zich meer te ontspannen, maar als het balletje eenmaal in de cirkel terecht is gekomen is het spel voorbij. Het spel zorgt hiermee voor een vreemd soort competitie waarbij de persoon die het minst nadenkt het spel wint.